# Cleptocaccobius schaedlei
Cleptocaccobius schaedlei là một loài bọ cánh cứng trong họ Bọ hung (Scarabaeidae).